# Polle
Polle ist ein Flecken im Landkreis Holzminden in Niedersachsen (Deutschland) und gehört der Samtgemeinde Bodenwerder-Polle an.

## Geografie
Der Flecken liegt mitten im Weserbergland direkt an der Weser. Sie grenzt im Norden an Vahlbruch und Brevörde, im Osten an Bevern und im Süden an Heinsen. Im Südwesten und Westen ist die Gemeindegrenze gleichzeitig Landesgrenze zu Nordrhein-Westfalen, und zwar zur Stadt Höxter (Kreis Höxter) und zur Stadt Lügde (Kreis Lippe).
Die Weser folgt in ihrem Verlauf auch bei Polle einer geologischen Störungslinie, wobei auf der Westseite des Flusses aufgrund unterschiedlicher tektonischer Hebungsraten eine andere Stratigraphie anzutreffen ist als auf der Flussostseite. Polle befindet sich dabei auf der durch Karbonatgesteine dominierten Westseite der Weser.
Die Flusslandschaft ist in ihrer Geomorphologie auch bei Polle durch glaziale Schotterablagerungen geprägt, die durch Sedimentation entsprechender Materialien im Urstromtal an der Südseite der während der drei letzten Kaltzeiten von Norden nach Süden vordringenden Gletscher gebildet wurden. Der heutige Flussverlauf bildete sich durch die Erosionswirkung des im Urstromtal entstehenden Flusses bei Gletscherrückzug nach der letzten Kaltzeit. Die Schotterablagerungen erlauben heute den Abbau gut bis sehr gut klassierter Kiese und Sande im Verlauf der Weser. Im Wesertal sowie in entsprechenden Hanglagen finden sich Lößböden, deren Mächtigkeit auf weniger stark geneigten Flächen zunimmt, womit eine fruchtbare Grundlage für die Landwirtschaft des heutigen, ländlich geprägten Raumes gegeben ist.

## Geschichte

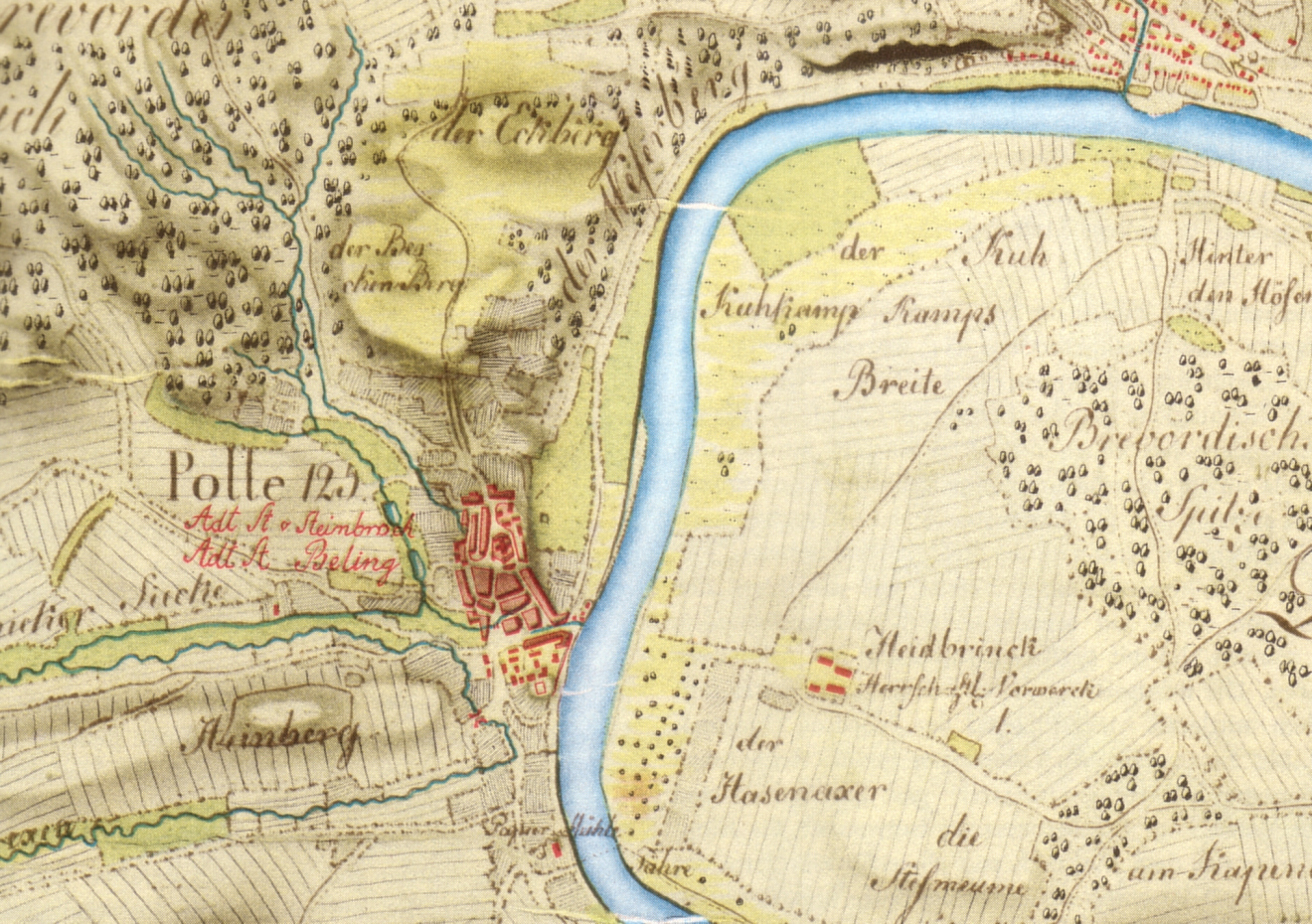
Polle auf einer Karte der Kurhannoverschen Landesaufnahme, 1783

Die erste urkundliche Erwähnung von Polle erfolgte im Jahre 1285. Der Ortsname beruht wahrscheinlich auf der Lage an einer Weserschleife, in die ein vorspringender Poll im Sinne von Kopf oder Spitze ragte. Darauf entstand die Burg Polle, welche im 18. Jahrhundert dem Verfall anheimfiel, mit einer Siedlung. 1407 wurde die Burg von den Brüdern Heinrich I. und Bernhard I. von Braunschweig erobert. Die Folge war, dass die in der Umgebung vorhandenen Besitzungen der Grafen von Everstein nicht in den Händen des Grafen Hermann von Lippe blieben, welcher sie vom letzten Grafen von Everstein erhalten hatte, sondern an das Haus Braunschweig fielen. Ein Vertrag, der die Besitzrechte festlegte, wurde 1409 in Polle abgeschlossen. Bei der welfischen Erbteilung von 1495 zwischen Heinrich dem Älteren und Erich I., in dem das Fürstentum Calenberg entstand, wurde Polle Teil desselben.
Als im Dreißigjährigen Krieg das von Feldherr Johann T’Serclaes von Tilly geführte Heer 1623 die Burg Polle belagerte und plünderte, erlitt auch Polle dabei Schaden. Im Siebenjährigen Krieg wurde Polle 1757 nach der Schlacht bei Hastenbeck von französischen Truppen geplündert. Bis Ende 2010 war Polle staatlich anerkannter Erholungsort.
Am 23. Oktober 1943 stürzte ein alliierter Bomber vom Typ Avro Lancaster B Mark III der 57. Squadron südwestlich von Polle ab. Dabei kamen der Pilot Alexander Novick (RCAF) und die Bombenschützen Edgar Francis Taylor (RAFVR) und William Raymond Minter (RAAF) ums Leben. Vier weitere Insassen gerieten in Kriegsgefangenschaft. Auf der zu Polle gehörenden Domäne Heidbrink wurden während des Zweiten Weltkriegs Zwangsarbeiter eingesetzt. Im März 1945 erfolgte eine Verlegung französischer Kriegsgefangenen, die auf der Domäne übernachteten und unter Bewachung standen. Im einstigen Wohnhaus des Ritterhofes, das bis Mitte der 1960er Jahre bestand, wurde 1940/41 ein Lager für französische Soldaten errichtet, das – durch einen Zaun abgegrenzt – bis zum Kriegsende bestand und der Bevölkerung nicht zugänglich war. Die Lagerinsassen wurden für Arbeiten auf den landwirtschaftlichen Höfen im Flecken Polle, in Heinsen und im Nachbarort Brevörde eingesetzt. Es bestanden zahlreiche ähnliche Einrichtungen innerhalb des Gemeindebereiches.
Zum Ende des Zweiten Weltkriegs war Polle heftig umkämpft. Der Ort lag im Verteidigungsbereich der Kampfgruppe Goerbig unter Generalmajor Paul Goerbig und sollte mit allen Kräften gehalten werden. Rund 1000 Soldaten (zwei Kompanien Waffen-SS, vier Wehrmachtskompanien) und drei Panzerkampfwagen VI Tiger II (wahrscheinlich der Panzerabteilung 507) sollten Polle und Stellungen in Falkenhagen als Brückenkopf halten. Am 6. April 1945 flüchteten die Bewohner in die umliegenden Wälder. Am 7. April griffen US-Truppen des 331st Infantry Regimental Combat Team der 83rd Infantry Division von Brevörde aus an, wurden aber gestoppt und erlitten schwere Verluste. Fast pausenloses Artilleriefeuer vom Köterberg, vom Wilmeröder Berg und ein Jagdbomberangriff am 7. April sollten die deutschen Truppen zur Aufgabe zwingen. Am 8. April wurde der West- und Nordflügel der Burg getroffen und zerstört, weitere 33 Häuser – darunter das alte sowie das neue Amtshaus – standen in Flammen. Ein Tigerpanzer wurde mangels Munition und Treibstoff auf der Reichsstraße 83 aufgegeben. Die anrückenden Amerikaner verloren durch Panzerfaustbeschuss zwei US-Panzer vom Typ M4 Sherman, konnten Polle aber von Haus zu Haus einnehmen. Die deutschen Truppen zogen sich mit Flößen über die Weser zurück, da die Fähre gesprengt worden war. Bei den Kämpfen starben in Polle 14 deutsche Soldaten, 68 US-Soldaten und einige Zivilisten. In der Ortschronik von Johann Prigge ist von 30 deutschen Soldaten die Rede, die direkt in Polle gekämpft haben sollen; darunter vier etwa 14-Jährige, die den Tod fanden.
In der zweiten Hälfte des 20. Jahrhunderts wurde durch Johann Prigge eine Ortschronik mit zahlreichen Bildern, Zeichnungen, Fotos sowie Texten zu Polle geführt.

### Einwohnerentwicklung

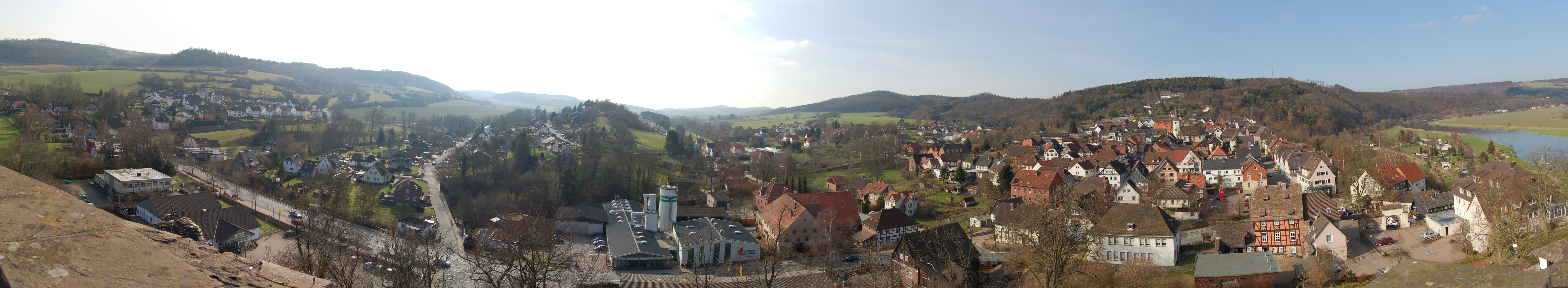
Panoramablick auf den Ort vom Bergfried der Burgruine Polle

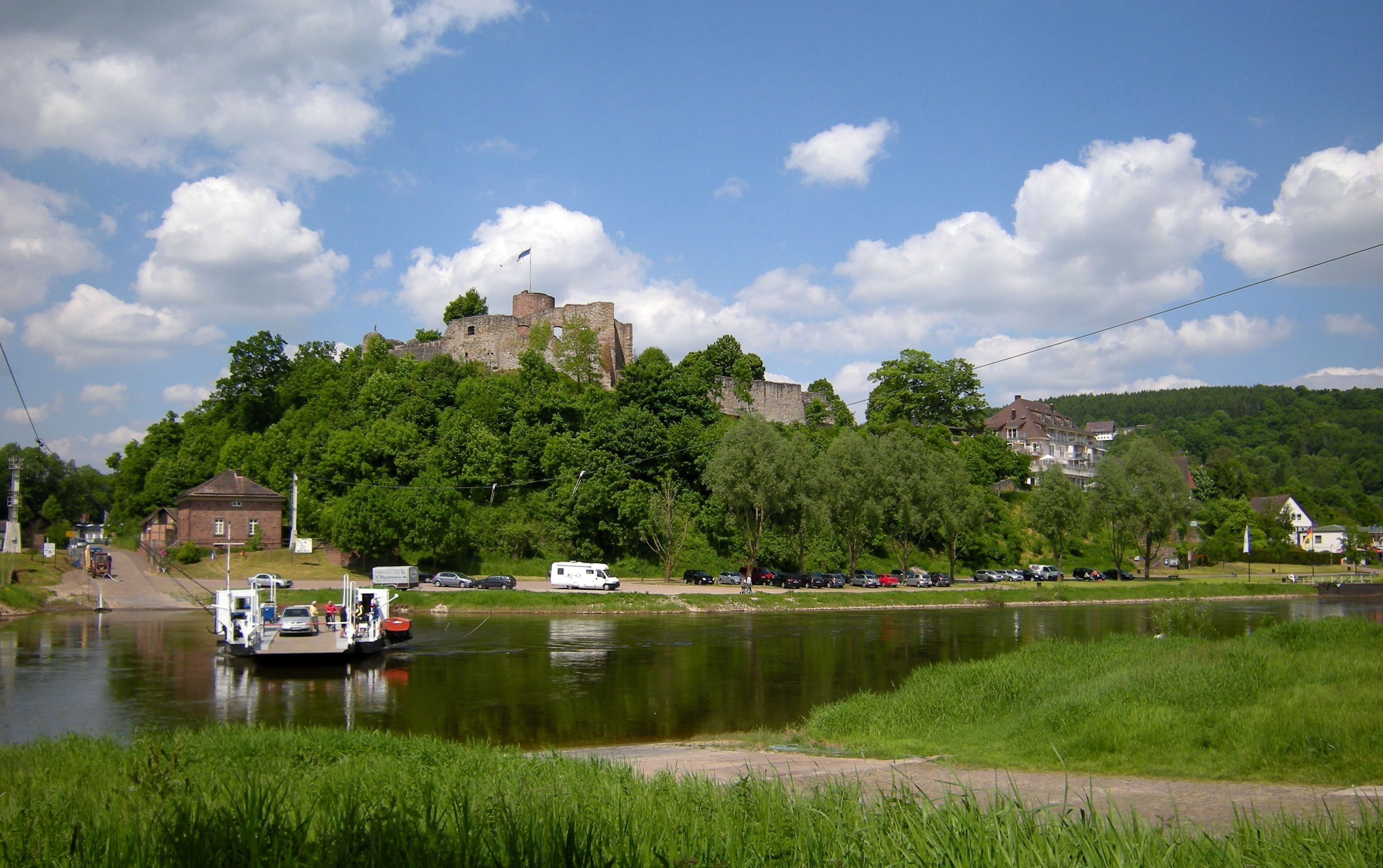
Burgruine Polle mit Weserfähre

- 1843: 1209 Einwohner
- 1848: 1219 Einwohner
- 1864: 1190 Einwohner
- 1885: 1151 Einwohner
- 1905: 1037 Einwohner
- 1925: 1063 Einwohner
- 1933: 1156 Einwohner
- 1939: 1126 Einwohner
- 1996: 1317 Einwohner
- 2006: 1182 Einwohner
- 2009: 1125 Einwohner
- 2011: 1102 Einwohner
- 2017: 1183 Einwohner

## Kultur und Sehenswürdigkeiten

### Burgruine

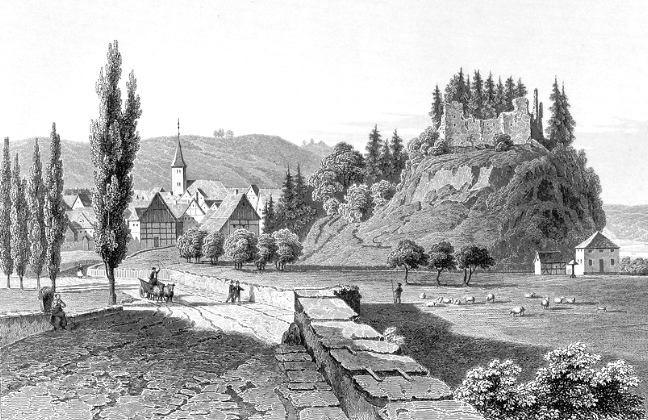
Polle und Burgruine im 19. Jahrhundert

Die Ruine der Burg Polle auf einer etwa 25 m hohen Bergkuppe oberhalb der Gemeinde Polle ist eine markante Burgruine im Wesertal. Sie liegt direkt östlich sowie unterhalb der Burg angrenzenden Weserschleife. (Koordinaten: 51° 53′ 53,5″ N, 9° 24′ 25,6″ O) Die Anlage wurde erstmals im Jahr 1285 urkundlich als „Eversteiner Burg“ erwähnt und gilt als eine der Stammburgen der Eversteiner Grafen. Im Dreißigjährigen Krieg wurde sie 1641 von schwedischen Truppen zerstört und blieb Ruine. Heute kann sie besichtigt werden. Mehrmals jährlich finden kulturelle Veranstaltungen im Burghof statt. Im Bereich der Poller Burg fanden neben Konzerten auch zahlreiche Kunstausstellungen statt, die zum kulturellen Leben der Ortschaft beitrugen; in einigen Bereichen der Burg finden sich Exponate von Ausstellungsstücken dieser Veranstaltungen. Von 2007 bis September 2009 wurden auf der Burg archäologische Ausgrabungen durchgeführt – die Fundstücke können im Burgmuseum besichtigt werden.

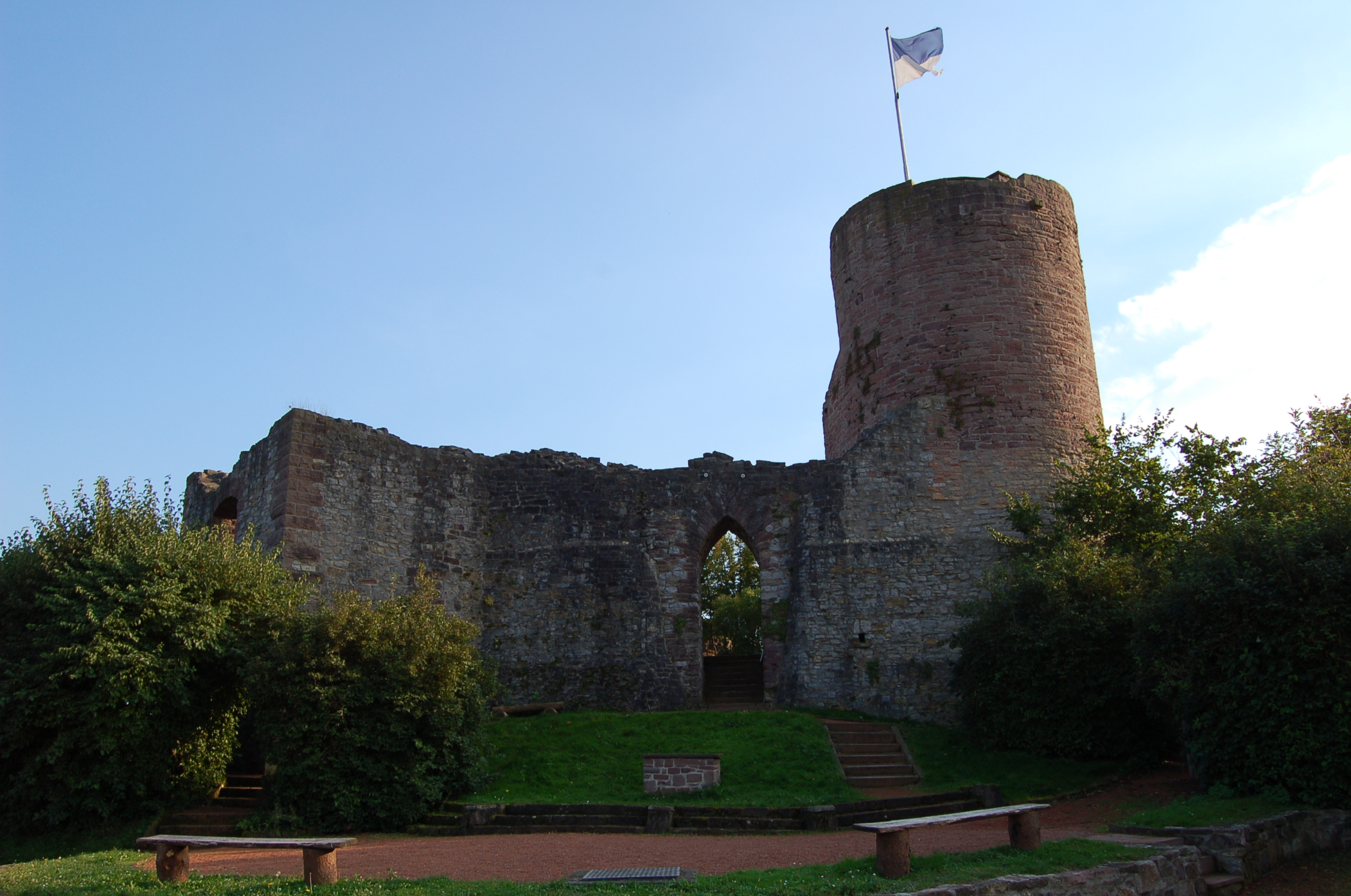
Hauptburg
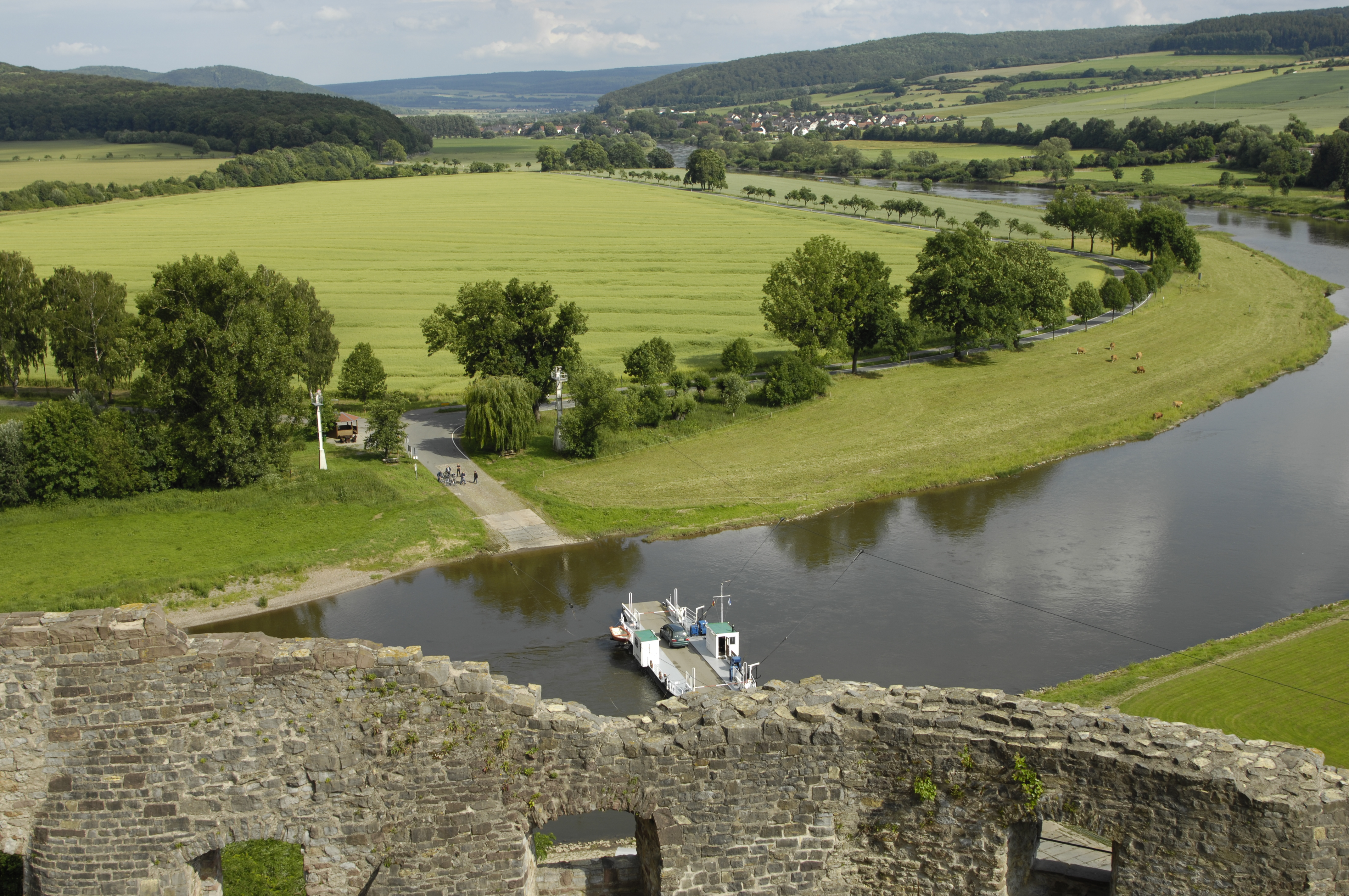
Blick von der Burg Polle auf den Weserbogen und die Fähre
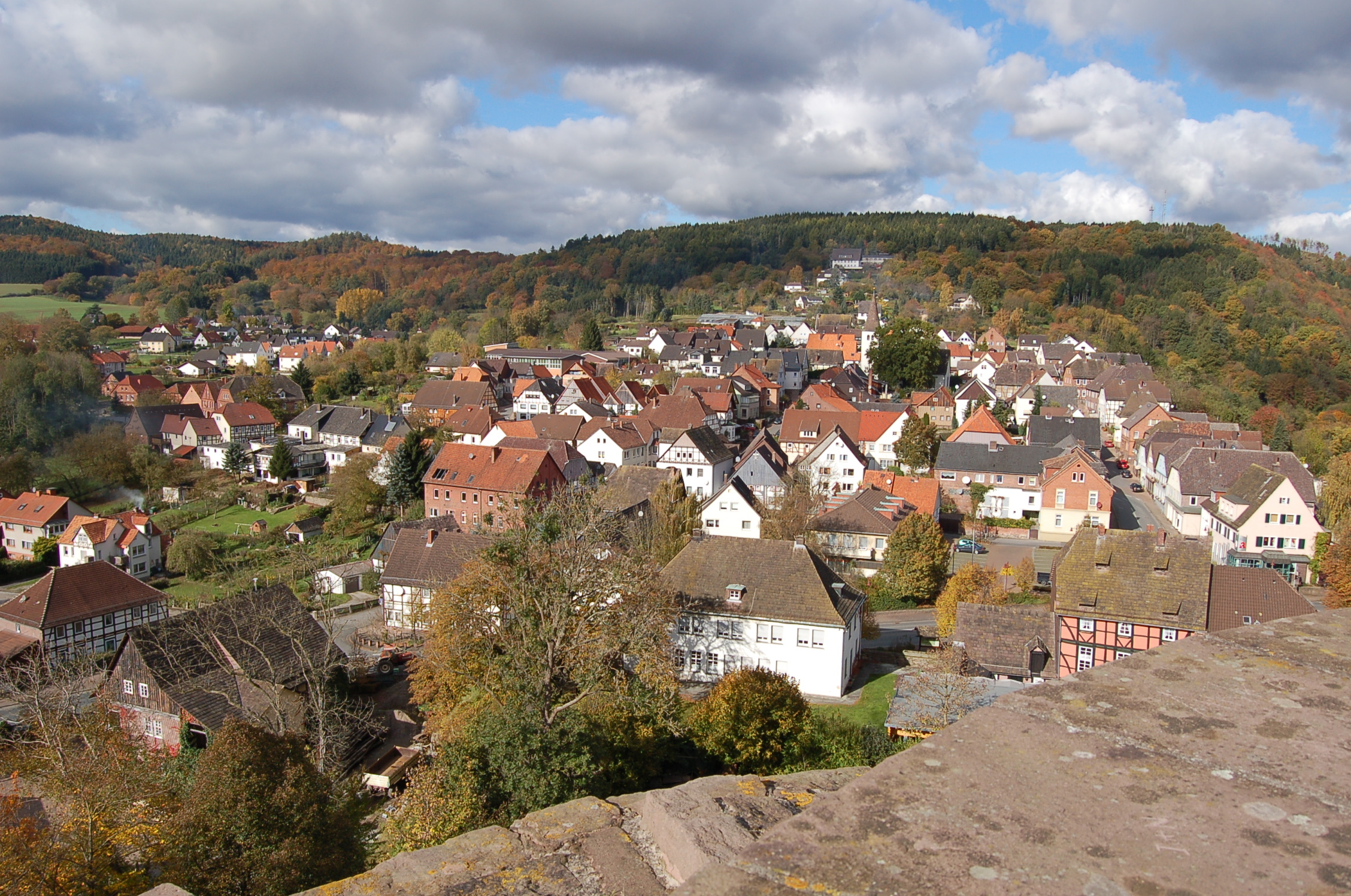
Blick von der Burg Polle auf den Ort
Postkartenansicht von Polle mit Weser und Burgberg von 1908
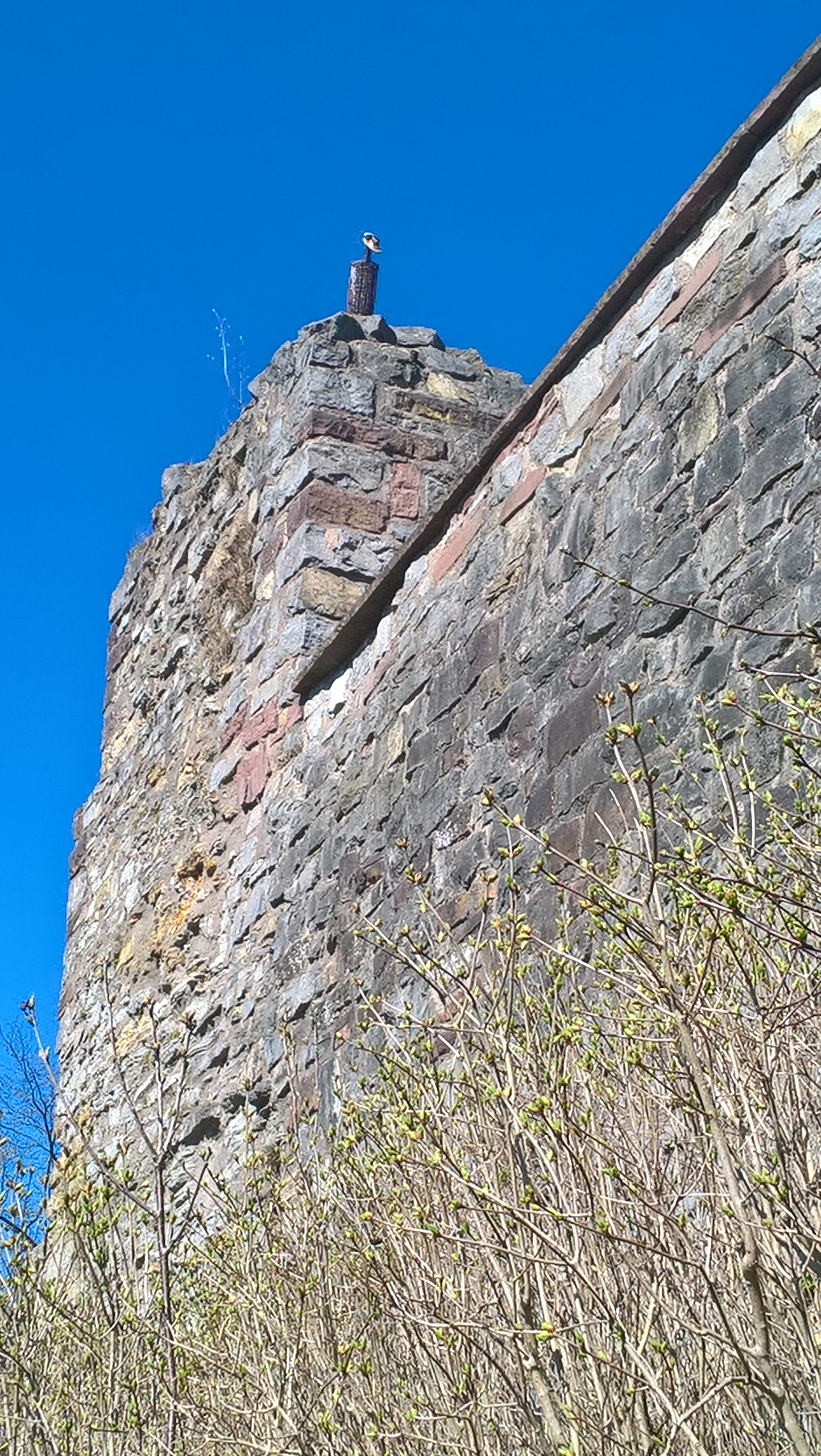
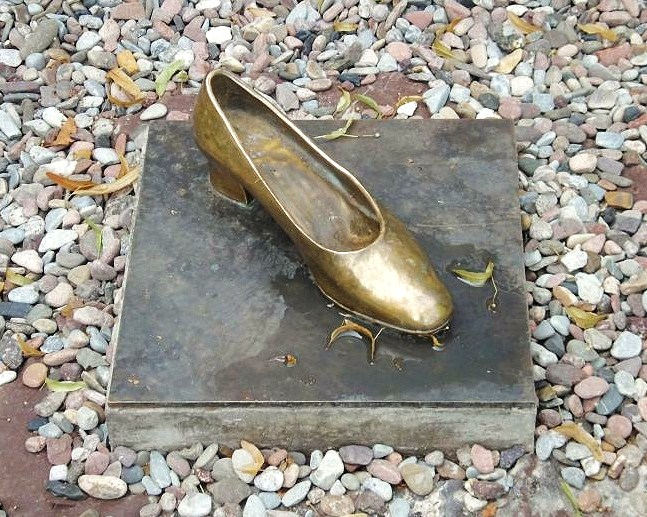
Aschenputtels Schuh an der Burgruine Polle

### Kirchen

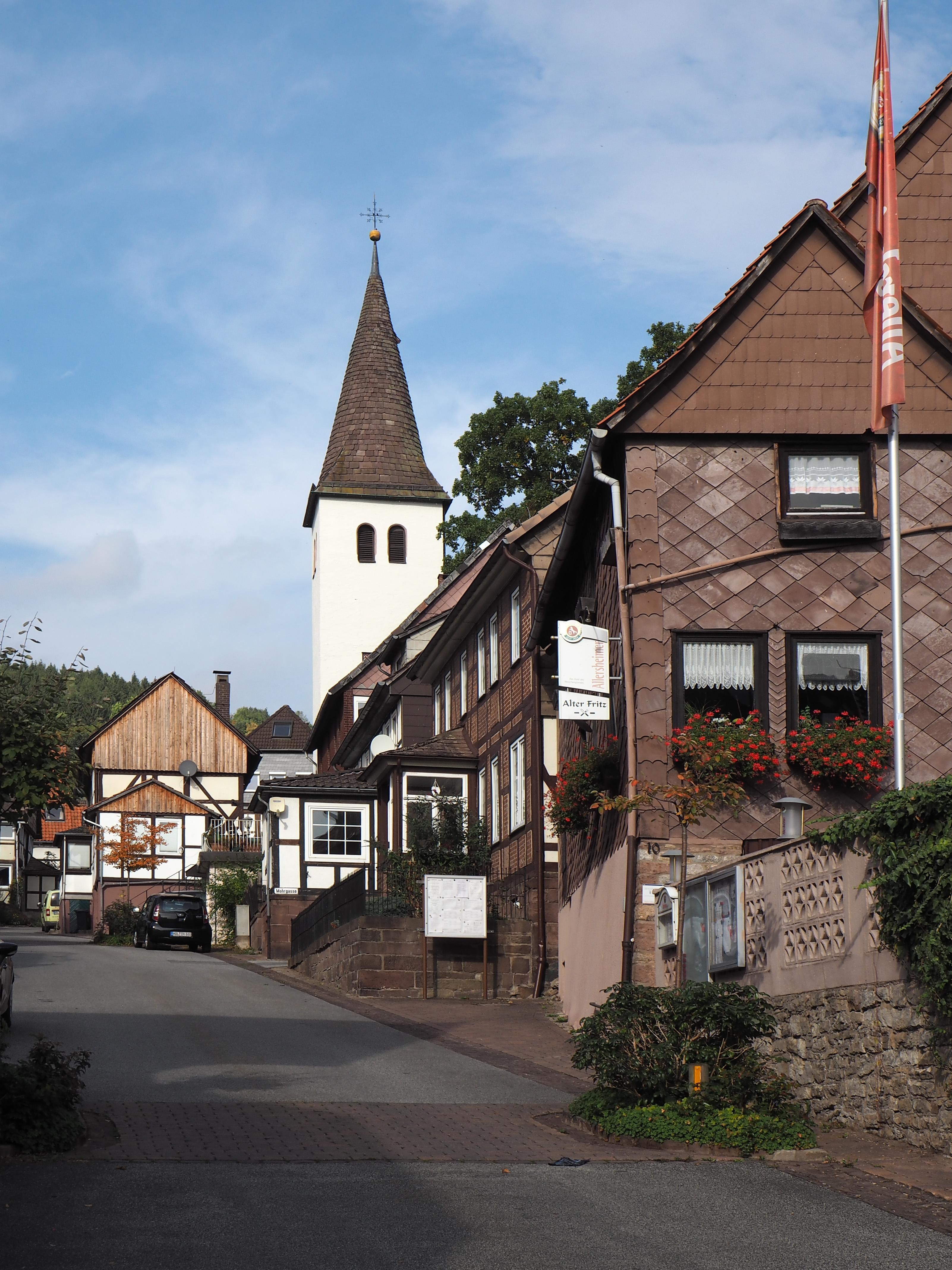
Turm der Kirche Sankt Georg im Zentrum Polles

- Die evangelisch-lutherische Kirche Sankt Georg aus dem 16. Jahrhundert im Zentrum des Dorfes.[5] Neben der Kirche steht die Luthereiche. Der Baum wurde im Jahr 1917 aus Anlass des 400. Jahrestages der Reformation gepflanzt.[6] Der Landkreis Holzminden schützte im Jahr 2004 die Eiche durch die Erklärung zum Naturdenkmal.[7]
- Die römisch-katholische Kirche Sankt Joseph von 1957/58 an der Straßenecke Höhenweg/Heimbergstraße

### Kultur
Polle ist Teil der Deutschen Märchenstraße und die angedichtete „Heimat“ des Aschenputtel, welches regelmäßig von der örtlichen Laienspielgruppe in der Burgruine aufgeführt wird. Alle ein bis zwei Jahre findet außerdem eine historische Wiederaufführung der Hochzeit des Baron von Münchhausen mit der Pollerin Bernhardine von Brunn in Bodenwerder und Polle statt. Diese Projekte werden von der Europäischen Union als Teil der deutschen Märchenlandschaft finanziell gefördert.
Zu überregionaler Bekanntheit hat es der Poller Kürbismarkt gebracht.

## Politik

### Rat
Der Rat des Fleckens Polle setzt sich aus elf Mitgliedern zusammen. Bei der Kommunalwahl 2021 ergab sich folgende Sitzverteilung:
| Rat des Fleckens Polle 2021Insgesamt 11 Sitze - SPD: 3 - Grüne: 2 - PWG: 4 - Plan P: 2 |

### Bürgermeister
Bürgermeister ist Thomas Bodenhage, der für die „Poller Wählergemeinschaft“ (PWG) kandidierte.

### Wappen
Blasonierung: „In Blau eine silberne Burg mit zwei Zinnentürmen, darüber schwebend ein goldener Topfhelm mit goldenem Pfauenfederbusch als Helmzier. Im offenen Tor ein golden gekrönter, golden bewehrter und rot gezungter silberner Löwe.“ Die silberne Burg stellt die frühere Burg Polle dar, die heute nur noch als Ruine erhalten ist und 1284, nachdem die Grafen von Everstein ihre namensgebende Hauptburg Everstein verloren hatten, zu ihrem Stammsitz am Weserbogen wurde. Ebenso verweist der Topfhelm, der gekrönte silberne Löwe und die Helmzier auf diese Grafen hin. Zwar besaß Polle als Burgflecken bereits 1374 eine Ratsverfassung und war Erhebungsstätte des Weserzolls, jedoch sind ältere Fleckensiegel nicht überliefert. Das heutige Siegel wurde 1934 vom Preußischen Staatsministerium verliehen.

## Wirtschaft und Infrastruktur
1901 erfolgte die Gründung der Spedition Bohmhauer GmbH in Polle. Von 1916 bis 1947 gab es südlich des Ortes einen Steinbruch der Norddeutschen Hütte AG, die Muschelkalk förderte. 1935 erfolgte die Gründung des Speditionsunternehmens Wilke Transporte. 1960 eröffnete das erste Feriendorf im Weserbergland, das Bungalow-Feriendorf Holiday-Park mit zwölf Doppel-Bungalows. 1966 fusionierte die Volksbank Polle eGmbH mit der Volksbank Holzminden eGmbH; ab 1970 Umbenennung in Volksbank Weserbergland. 1983 wurde die L & M Palettenfabrikation OHG von Wilhelm Lüders in Polle gegründet, später Verlegung nach Vahlbruch. 1986 wurde die Kreuder Golfplatz und Sportstätten GmbH gegründet. Heute existieren zudem ganz in der Nähe mit den Poller Steinbrüchen sowie mit Müller Treppenbau die einzigen noch über die Dorfversorgung hinausgehenden wirtschaftlichen Strukturen. Im Jahre 2010 konnte in Polle ein Projekt der Dorferneuerung erfolgreich abgeschlossen werden.

## Verkehr

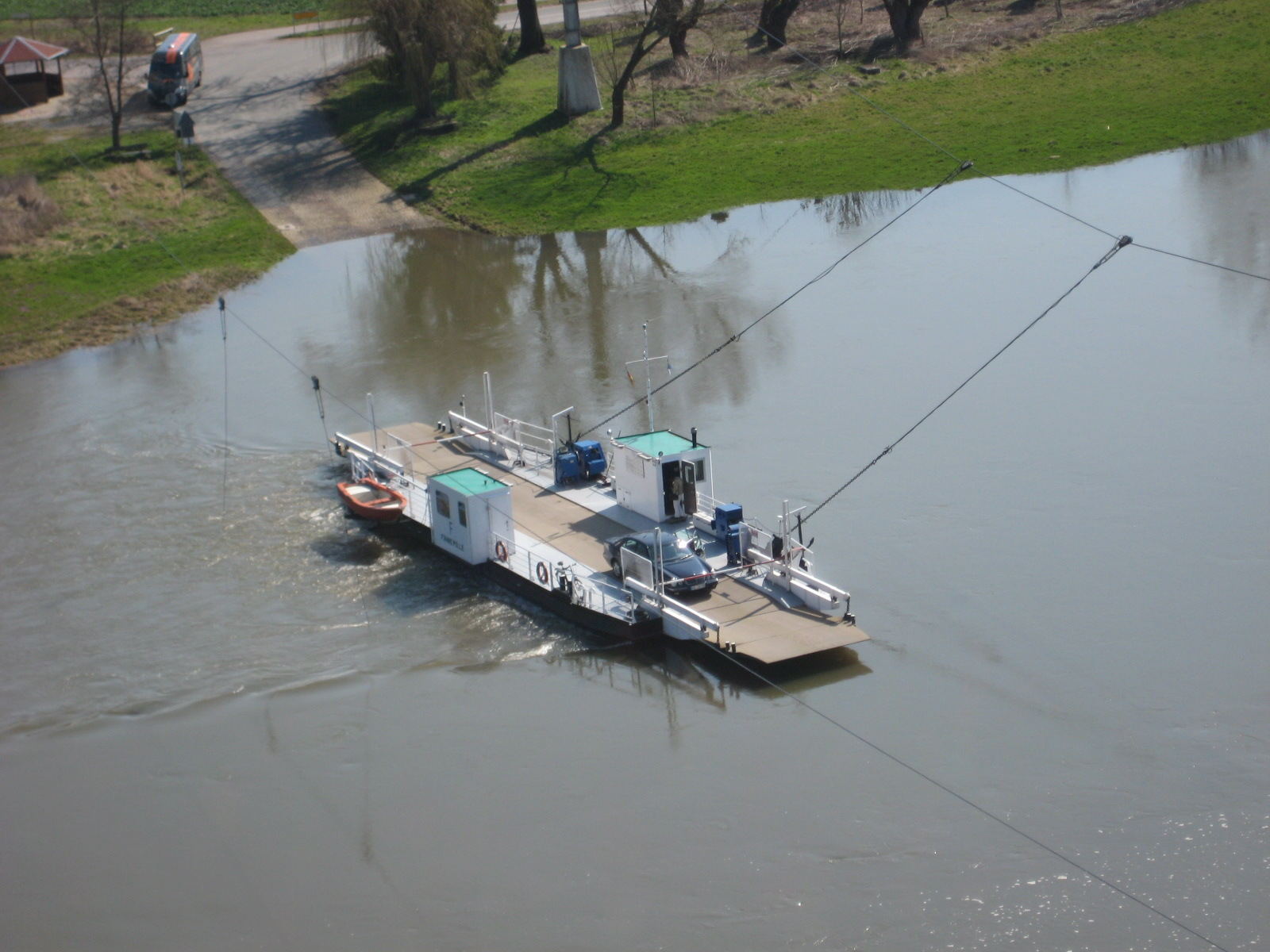
Die Rollfähre in Polle

Die Bundesstraße 83 verbindet Polle mit Holzminden und Bodenwerder und über die Landesstraße 427 mit Schwalenberg und nach einer Abzweigung über die Landesstraße 426 mit Bad Pyrmont.
Der nächstgelegene Bahnhof ist Holzminden. Es bestehen Busanbindungen in Richtung Hameln, Bodenwerder, Bad Pyrmont und Holzminden.
Im Verlauf der Kreisstraße 32 wird östlich der Burgruine eine Rollfähre betrieben. Die Weserfähre verkehrt zwischen Polle und dem Ortsteil Heidbrink und weiter nach Bevern. Der Fährbetrieb wurde im Jahr 1905 aufgenommen. Eigentümer der Fähranlage ist seit 1994 der Landkreis Holzminden.

## Trivia
Am 18. Oktober 1988 stürzte ein Phantom-Jagdflugzeug der RAF Germany nur einige hundert Meter von Polle entfernt in ein Waldgebiet. Zu weiteren Details siehe Vahlbruch.
1991/92 fanden auf dem Gelände der Burgruine die Dreharbeiten zur Serie Der große Bellheim statt: Max Reuther, pensionierter Gewerkschafter (dargestellt von Hans Korte), ist Laienschauspieler an der Freilichtbühne Polle, bevor er von Peter Bellheim (Mario Adorf) zurück ins Unternehmen geholt wird. Namentlich wird die Örtlichkeit allerdings nicht erwähnt.

## Persönlichkeiten
- Ernst August Rumann (1746–1827), deutscher Jurist und Justizminister des Königreichs Hannover von 1816 bis 1827
- Eberhard von Graevemeyer (1806–1892), hannoverscher Amtmann in Polle
- Victor von Alten (1817–1891), Regierungspräsident und Reichstagsabgeordneter (Deutsche Zentrumspartei)
- Christian Schünemann (1853–1933), Maurermeister, Bauunternehmer, Gründer der Bauunternehmung Karl Schünemann in Hannover-Ricklingen, die er nach seinem Vater nannte. Nach seinem Sohn Karl (1881–1934) ist der Schünemannplatz in Hannover benannt.[12][13]
- Hans-Hermann Jantzen (* 1945), lutherischer Theologe und Landessuperintendent für den Sprengel Lüneburg der Evangelisch-lutherischen Landeskirche Hannovers